# Самуель Інкум
Самуе́ль Інку́м (англ. Samuel Inkoom, нар. 1 червня 1989, Секонді-Такораді, Гана) — ганський футболіст «Боавішти» та національної збірної Гани.

## Кар'єра
Інкум почав кар'єру у клубі «Секонді Хасаакас». 1 січня 2008 року перейшов до клубу «Асанте Котоко».
29 квітня 2009 року за 700 тис. доларів підписав трирічний контракт з швейцарським клубом «Базель».
26 січня 2011 року підписав контракт з дніпропетровським «Дніпром».
Влітку 2011 року для того, щоб допомогти збірній Гани (U-23) у матчах за вихід на Всеафриканські ігри, Інкум домовився з керівництвом «Дніпра», яке не хотіло його відпускати на матчі, що не входять в офіційний календар ФІФА, що клуб дозволить йому виступити за збірну, але відніме половину з його зарплати за цей місяць.
Спочатку Самуель достатньо часто виходив на поле, проте 2012 року у Інкума стався конфлікт з тренером команди Хуанде Рамосом, через що ганський захисник перестав потрапляти до основного складу команди і 31 січня 2013 року був відданий в оренду до кінця сезону у французьку «Бастію».
В липні 2013 року Інкум повернувся до Дніпропетровська, але тренерський штаб не розраховував на футболіста та виставив його на трансфер. Проте до закриття трансферного вікна жодних пропозицій щодо гравця не виникло і гравець змушений був залишитись до зими у «Дніпрі», тренуючись з другою командою.
В січні 2014 року на правах оренди до кінця сезону перейшов в грецький клуб «Платаніас», де грав до літа, поки в нього не завершився контракт з «Дніпром».
В серпні 2014 року на правах вільного агента Інкум уклав контракт з американським «Ді Сі Юнайтедом», що виступав в МЛС, проте в команді не закріпився і влітку наступного року повернувся до Європи, ставши гравцем португальської «Боавішти».

## Досягнення
- Чемпіон Африки (U-20): 2009
- Чемпіон світу (U-20): 2009
- Віце-чемпіон кубка африканських націй: 2010
- Чвертьфіналіст чемпіонату світу: 2010
- Чемпіон Швейцарії: 2010
- Володар Кубка Швейцарії: 2010